# Sphyrion quadricornis
Sphyrion quadricornis is een eenoogkreeftjessoort uit de familie van de Sphyriidae. De wetenschappelijke naam van de soort is voor het eerst geldig gepubliceerd in 1984 door Gaevskaya & Kovaleva.